# Тимофій Мілетський
Тимофій Мілетський (446—357 рр. до н. е.) — відомий давньогрецький поет та музика, новатор у музиці та поезії.

## Життєпис
Народився у місті Мілет у родині Терсандра, ймовірно музики. Про особисте життя Тимофія мало відомостей. Він багато подорожував — мешкав при дворі царів Македонії, в Афінах, Спарті. Зрештою повернувся до Македонії, де помер.
Він культивував найштучніші та складні музичні форми, під час яких використовував музичні інструменти без голосового супроводу. Розширив спектр музичних відгомінів, більше використовував цитру. Був винахідником 11-ти струнної кіфари.
У поезії Тимофій був представником жанру «нома». Його мова була надмірною, химерною, хтивою з грубим натуралізмом, що поєднувався з підвищеним стилем. Звертався до тем міфів. Активно брав участь у літературних суперечках щодо старовинних та тогочасних стилів у літературі.

## Твори
- Щодо музики з 19 книг.
- Перси. 419—416 роки.
- Артеміда.
- Лаерт.
- Фіванці